# Agalinis caddoensis
Agalinis caddoensis är en snyltrotsväxtart som beskrevs av Francis Whittier Pennell. Agalinis caddoensis ingår i släktet Agalinis och familjen snyltrotsväxter. Inga underarter finns listade i Catalogue of Life.